# La-174TK (航空機)
- 用途：戦闘機
- 設計者：セミョーン・ラボーチキン
- 製造者：ラボーチキン設計局
- 運用者： ソビエト連邦
- 初飛行：1947年9月
- 生産数：1機
- 運用状況：試作のみ

La-174TK（ロシア語:Ла-174ТК）は、ラボーチキン設計局が開発した試作ジェット戦闘機である。試作1機のみで実用化はされなかった。また、La-15の原型機もLa-174という名称であるが、これは「174」の開発に際して異なる翼を持つ3種の構想があり、その中にLa-15の原型機と当機があったためである。TKとは「тонкое крыло(薄い翼)」という意味である。

## 開発と設計
1947年、ラヴォーチキン設計局はイギリスより輸入したロールス・ロイス ダーウェントエンジンをコピーしたRD-500を搭載する戦闘機の開発を開始した。La-154の設計を基に、RD-500を搭載するために機首を延長し、主翼は6%程薄くなった翼に再設計され、3門の機関砲はNS-23からNR-23に変更し大きなエンジンとの干渉を避けるため機首の側面から下部に移された。尾翼の面積も拡大された。

## 試験と評価
1947年9月にE.I.フェドロフの操縦により初飛行した。テストの結果、翼の空気抵抗は小さく推力重量比が良好だった。同様の設計であるヤコブレフ設計局のYak-23との比較では、速度性能において最高速度はYak-23よりも50km/h速く、マッハ数においてはM = 0.807を上回るM = 0.86を達成した。しかし、最終的にYak-23が採用されLa-174TKは単一の試作機が作られるに留まった。また、同時期に開発されていた後退翼機のLa-160にも劣る性能であったためこれ以上の開発は中止された。

## 諸元
データソース：Shavrov、1988; Yakubovich、2008
諸元
- 乗員：1名
- 全幅：8.64 m
- 全長：9.41 m
- 全高：2.6 m
- 翼面積：13.52 m²
- 空虚重量：2,310 kg
- 全備重量：3,315 kg
- 発動機：RD-500
- 推力：
  - 通常推力：15.6 kN（1,590 kgf）

性能
- 最高速度：
  - 海抜：970 km/h
  - 高度5000 mの場合：965 km/h (M = 0.86)
- 航続距離：960 km/h
- 航続時間：1.5 時間
- 上昇力：2.5 分/5000 m
- 実用上昇限度：13,500 m
- 翼面荷重：245.2 kg /m²
- 推力重量比：0.53

武装
- NR-23 23mm機関砲×3